# Flyin’ Lady
Flyin’ Lady – album polskiego saksofonisty jazzowego Jana „Ptaszyna” Wróblewskiego, nagrany z prowadzonym przez niego zespołem – Jan Ptaszyn Wróblewski Quartet. Płyta ukazała się jako vol. 55 serii Polish Jazz.
Album nagrany został w Warszawie w sierpniu 1978 r. Wszystkie utwory zamieszczone na płycie to kompozycje lidera – Jana „Ptaszyna” Wróblewskiego. LP został wydany w 1978 r. przez Polskie Nagrania „Muza” w wersji stereofonicznej pod numerem katalogowym SX 1690. Reedycja na CD ukazała się w 2005 r. (PRCD 534) jako wynik współpracy Polskiego Radia i Polskich Nagrań Muza.

## Lista utworów
Strona A
| 1. | „Pastuszek Stomp”  | 6:49  |
|    |                    |       |
| 2. | „Grzmot nad ranem” | 8:04  |
|    |                    |       |
| 3. | „Bossa Nostra”     | 5:39  |
|    |                    |       |
|    |                    | 20:32 |
|    |                    |       |
Strona B
| 4. | „Pani Ptakowa”           | 8:20  |
|    |                          |       |
| 5. | „Dlaczego małpa...”      | 7:53  |
|    |                          |       |
| 5. | „Klicheć chechcioł dana” | 3:56  |
|    |                          |       |
|    |                          | 20:09 |
|    |                          |       |

## Muzycy
- Jan „Ptaszyn” Wróblewski – saksofon tenorowy
- Marek Bliziński – gitara elektryczna
- Witold Szczurek – kontrabas
- Andrzej Dąbrowski – perkusja

## Informacje uzupełniające
- Reżyser nagrania – Jacek Złotkowski
- Inżynier dźwięku – Michał Gola
- Omówienie płyty (tekst na okładce) – Jan „Ptaszyn” Wróblewski
- Omówienie płyty (tekst reedycji z 2017) – Michał Wilczyński
- Projekt okładki – Marek Karewicz